# أدولفو موتا هرنانديز
أدولفو موتا هرنانديز (بالإسبانية: Adolfo Mota Hernández)‏ هو سياسي مكسيكي، ولد في 31 يناير 1976 في Coatepec ‏ في المكسيك. نشط حزبياً في الحزب الثوري المؤسساتي. وقد انتخب عضو مجلس النواب المكسيك.